# Montpellier Handball
Maillots
Actualités
Dernière mise à jour : 24 novembre 2023.

Le Montpellier Handball ou MHB, est un club français de handball fondé en 1982. Club le plus titré du handball français masculin avec quatorze titres de champion de France, quatorze coupes de France, dix coupes de la Ligue et deux Ligue des champions en 2003 et 2018, il évolue en Division 1 depuis 1992.

## Historique
- 1982 : Fondation sous le nom de Cosmos Montpellier.
- 1992 : le Montpellier Handball est champion de N1B (D2) et promu en D1.
- 1994 : Patrice Canayer est l'entraîneur du club
- 1995 : premier titre de Champion de France.
- 1999 : première victoire en Coupe de France
- 2003 : première victoire en Ligue des champions (voir infra).
- 2004 : première victoire en Coupe de la Ligue.
- 2008 : dixième titre de Champion de France.
- 2010 : dixième victoire en Coupe de France.
- 2012 : l'affaire des paris truqués fragilise le club.
- 2014 : défaite en finale de la Coupe de l'EHF.
- 2015 : pour la première fois depuis 1997, le club ne remporte aucun titre.
- 2016 : dixième victoire en Coupe de la Ligue.
- 2018 : deuxième victoire en Ligue des champions (voir infra).
- 2024 : Patrice Canayer quitte le club après 30 saisons.

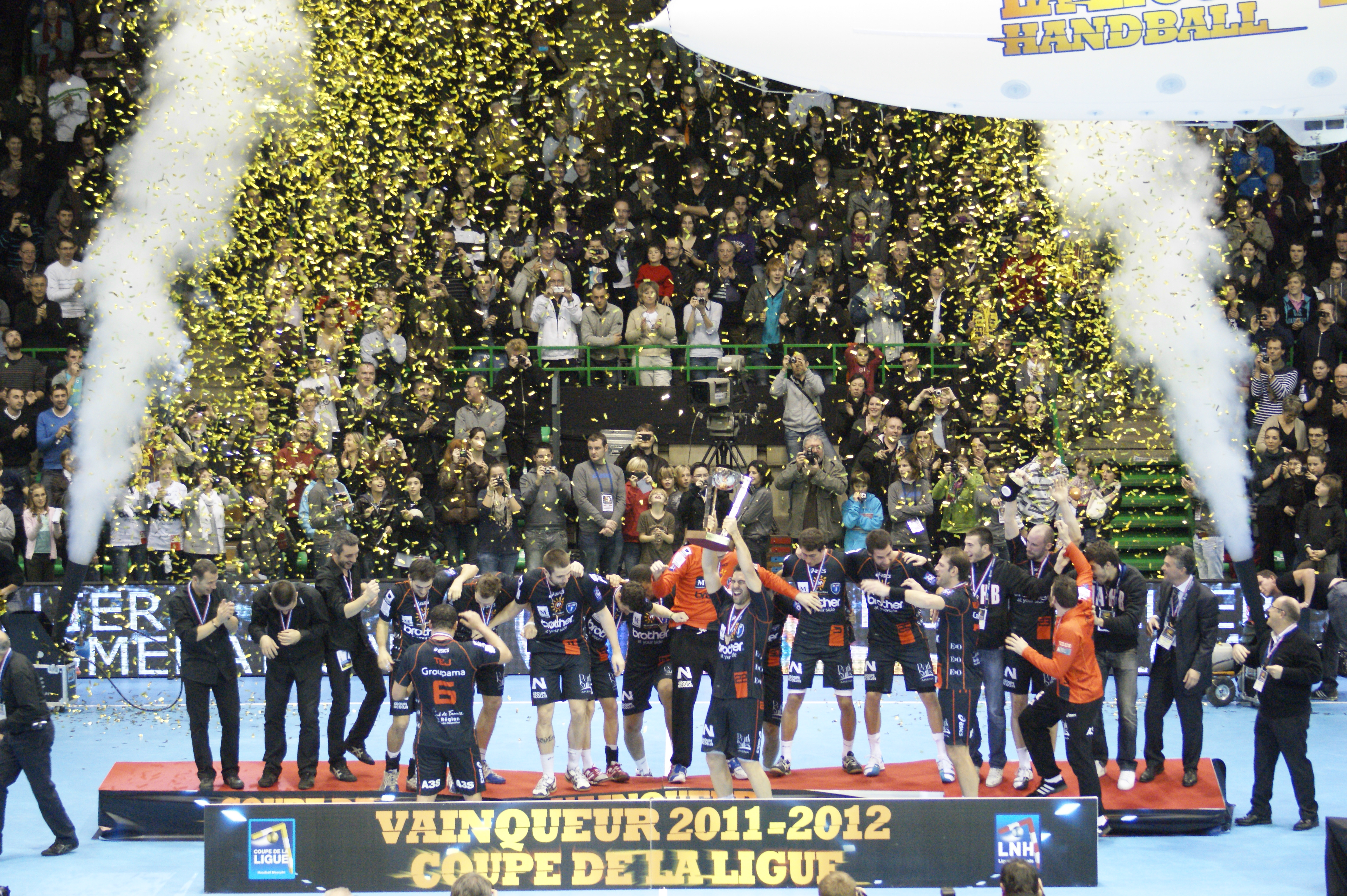
Le club, vainqueur de la Coupe de la Ligue 2011-12.

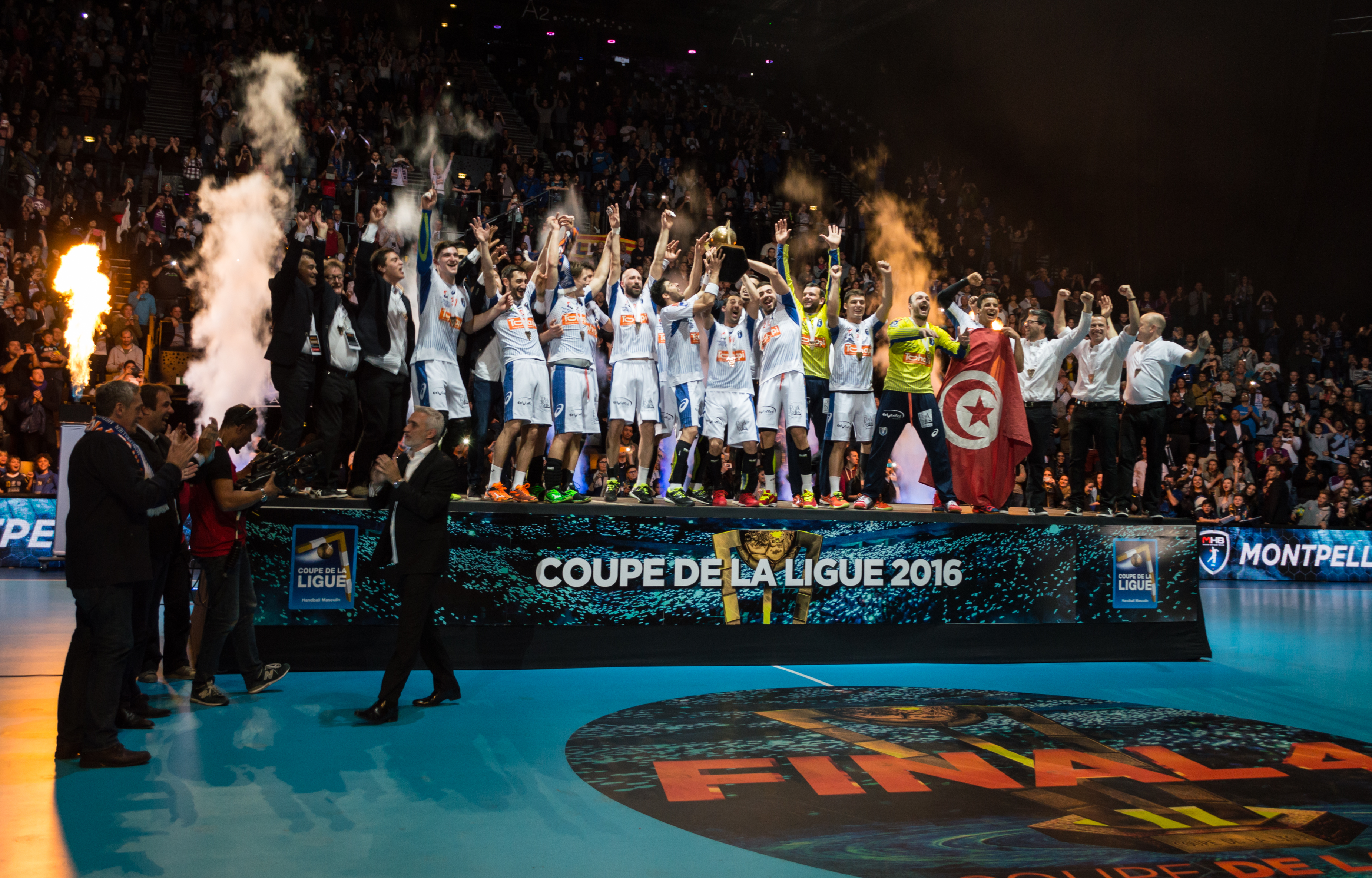
Le club, vainqueur de sa dixième Coupe de la Ligue en 2016.

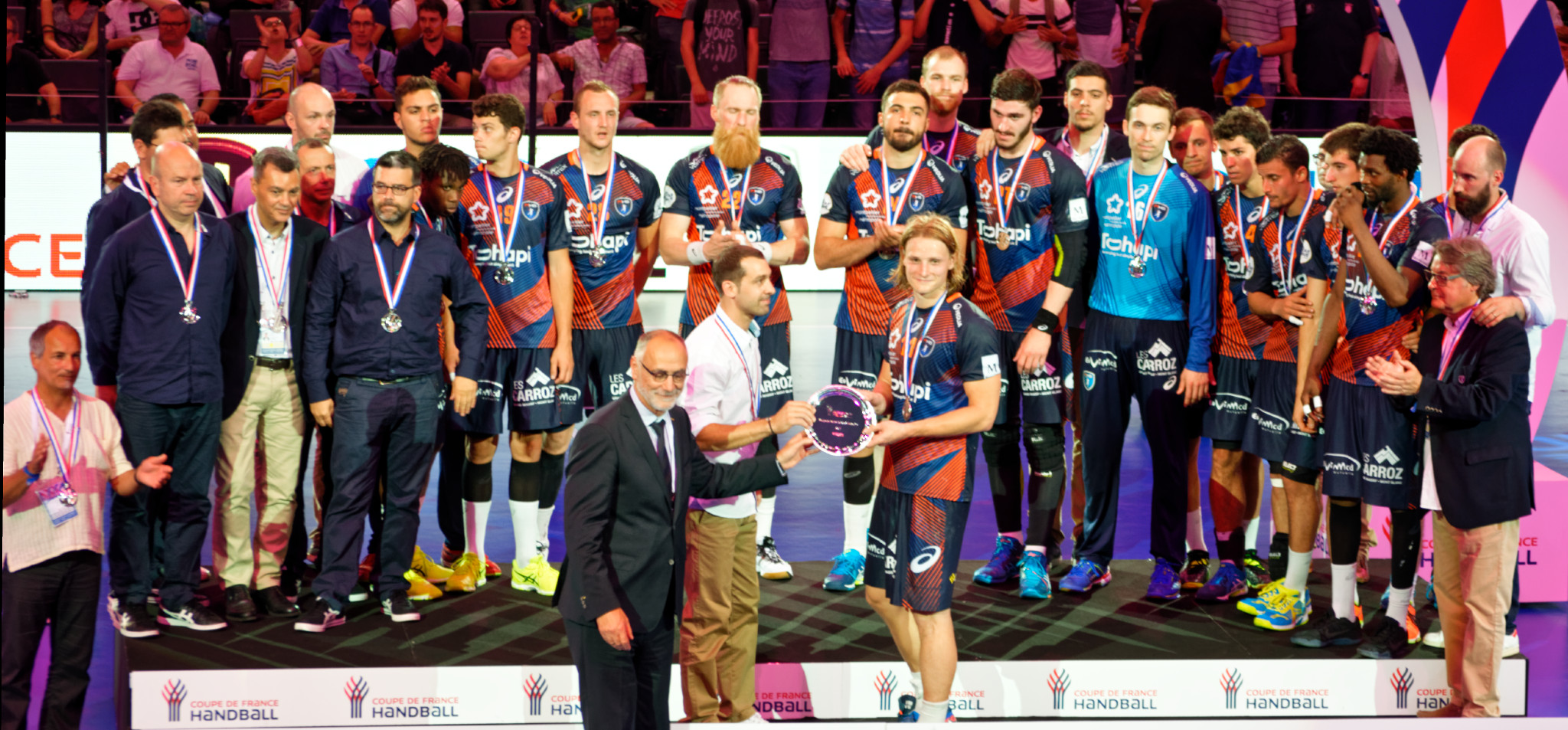
Le club, finaliste de la Coupe de France en 2017.

### Les débuts (années Cosmos: 1982-1987)
Au printemps 1982, Jean-Paul Lacombe, jusqu'alors président de la section handball de l'ASBAM (association omnisports du quartier des Beaux-Arts) convainc quelques proches (dont Robert Molines, futur président du MHB) de créer un nouveau club, autonome et entièrement dédié au handball. Cette nouvelle entité prend le nom de Cosmos Montpellier, en référence au club de football du Cosmos de New-York où joue alors le célèbre footballeur Pelé. 
Évoluant à ses débuts sur les installations du stade Sabathé, sous les couleurs "rouge", entrainé par Jean-Yves Descamps, le Cosmos démarre son histoire en Honneur Départementale (deuxième et dernier niveau départemental à l'époque, soit la 8e division) avec une majorité d'anciens de l'ASBAM (ce qui ne va pas sans poser des problèmes au niveau du nombre de mutations).
Le club reste invaincu pendant 3 ans et monte en Préfédérale (équivalent à la Régionale 1, 5e niveau dans la hiérarchie) à l'issue de la saison 1984/1985. L'année suivante voit un mano à mano avec l'autre club de la ville, les rivaux du Montpellier Université Club (ancien pensionnaire de l'élite au début des années 1970), qui stoppent l'invincibilité du Cosmos. Mais ce sont les protégés du président Lacombe, désormais entrainés par Lucien Courdesse (ancien joueur de l'USAM Nîmes), qui obtiennent la promotion en Nationale III devançant le MUC au goal-average général. Le club joue cette année-là au gymnase du quartier de La Paillade.
Le Cosmos termine troisième dès sa première saison en N3, malgré trois défaites lors des trois premières journées.

### Aux portes de l'élite (années MPSC: 1987-1989)
À l'intersaison 1987, les finances du Cosmos sont dans le rouge (100 000 FRF de déficit). Les dirigeants se rapprochent de Louis Nicollin qui, après le football et le basketball, décide d'investir dans le club qui devient la section handball du Montpellier Paillade Sport Club, en espérant revivre la grande époque du Montpellier Université Club de Jean Férignac et Maurice Portes. 
Alors que le club n'évolue qu’au 4e niveau national et joue dans le petit gymnase de La Rauze, il recrute le gardien de but international Philippe Médard, qui vient de remporter son cinquième titre de champion de France. Le MPSC ne connaitra qu'une seule défaite cette saison-là (à Billère), domine sa poule de N3 et accède à la Nationale 2 (actuelle Nationale 1). Il échoue par contre à devenir Champion de France de N3 1988, battu d'un but lors de la finale jouée sur l'île de La Réunion, face à St-Pierre et son jeune joueur Jackson Richardson.
La saison suivante (1988/1989), l'association se sépare pour raisons économiques de son équipe féminine (qui évoluait en Préfédérale). Un accord est passé avec le MUC qui récupère les filles du MPSC. Le club se renforce encore avec les arrivées de Frédéric Échivard, cinquième meilleur buteur du précédent championnat de France, et Stéphane Stoecklin, grand espoir français au poste d'ailier-arrière droit. Avec ces recrues, le club remporte le championnat de France de Nationale 2 et est promu dans l'antichambre de l'élite, la Nationale 1B. Il s'impose également dans le Challenge de France (une compétition qui pourrait s'apparenter à une Coupe de France des clubs "nationaux", excluant ceux de N1A).

### Un grand du handball français et européen (années Montpellier Handball: depuis 1989)
Le club est rebaptisé Montpellier Handball (MHB) et quitte le giron du MPSC de Louis Nicollin (à la demande de Georges Frêche, maire de la ville, qui impose que les clubs montpelliérains de haut niveau soient autonomes et liés à la collectivité Montpellier District). Évoluant désormais en "bleu et blanc", coaché par Jean-Luc Pagès, il passe trois saisons en Nationale 1B (deuxième division). En 1991, Guy Petitgirard remplace Pagès en tant qu'entraîneur de l'équipe, avec à la clé un titre de champion de Nationale 1B permettant la promotion parmi l'élite. Le club se structure alors rapidement, sous l'impulsion du président Jean-Paul Lacombe.
Les résultats s'enchaînent ensuite très vite avec une cinquième place en Championnat, synonyme de première participation en coupe d'Europe avec la Coupe de l'EHF 1993-1994. En juillet 1994, Patrice Canayer quitte le PSG-Asnières et devient entraîneur de l'équipe du Montpellier Handball. Le premier titre de Champion de France est acquis dans les dernières secondes du dernier match de championnat contre l'OM Vitrolles en 1995.
Entre 1998 et 2012, Montpellier a remporté treize des quinze titres de champion de France, étant vice-champion en 2000-2001 derrière Chambéry et en 2006-2007 derrière Ivry. Pendant la même période, il a remporté onze fois la Coupe de France et huit fois la Coupe de la Ligue.
En 2003, le Montpellier Handball devient le premier club français à remporter la Ligue des champions, en battant en finale le club de PSA Pampelune menée par Jackson Richardson. L'équipe s'incline sévèrement 27-19 au match aller en Espagne malgré les 11 buts du jeune joueur de 19 ans formé au club, Nikola Karabatic. Lors du match retour à Bougnol, l'équipe comble le handicap des huit buts de l'aller et s'impose de 12 buts sur le score de 31-19.
Depuis la saison 2010-2011, le club joue ses matches de Ligue des champions ainsi que certaines rencontres nationales dans la Sud de France Arena, d'une capacité de 9 000 places.
Le 5 septembre 2007, le Montpellier Handball change de statut et prend le nom de « Montpellier Agglomération Handball », ou MAHB. Le 1er juillet 2011, Rémy Lévy, responsable juridique des transferts depuis 2006 et vice-président du club depuis 2009, devient le nouveau président du MAHB. Il prend la succession de Robert Molines après 14 ans de présidence. En 2014, le club ouvre son capital à des investisseurs privés pour faire face au déficits financiers du club. En effet, 11 actionnaires assureront dorénavant la pérennité financière du club en compagnie de la commune et de l'agglomération de Montpellier.
En 2012, le club est marqué par l'affaire des paris truqués, dans laquelle il se porte partie civile. Au terme d'une saison difficile à la fois sur et en dehors des terrains, le club remporte malgré tout la Coupe de France 2013, perpétuant la tradition commencée en 1998 de remporter au moins un titre par saison. Échouant à la troisième place en championnat en 2013, le club ne dispute pas la Ligue des champions pour la première fois depuis 1998 mais atteint la finale de la Coupe de l'EHF qu'il perd 28-29 face à Szeged.
Peu avant la reprise de la saison 2015-2016, le club change d’appellation pour retrouver celle qu'il avait précédemment. Ce retour fait suite au changement de statut juridique de Montpellier, qui est devenue la 13e métropole de France le 1er janvier 2015 sous l’appellation Montpellier Méditerranée Métropole.
Le 27 mai 2018, Montpellier remporte pour la 2e fois de son histoire la Ligue des champions (voir infra). Pourtant issu des poules basses, Montpellier élimine le FC Barcelone en huitièmes de finale (28-25 et 28-30) et Flensburg en quart de finale (28-28 et 29-17). Lors de la Finale à quatre à Cologne, Montpellier écarte le Vardar, tenant du titre, en demi-finale (28-27) puis s'impose 32 à 27 en finale face à un autre club français, le Handball Club de Nantes.
En août 2023, à l'aube de sa trentième saison à la tête du club, Patrice Canayer annonce qu'il a décidé de ne prolonger son contrat et donc qu'il va quitter le club au terme de la saison 2023-2024,. C'est Érick Mathé, son adjoint de 2015 à 2018, qui a la tâche de lui succéder

## Palmarès
| Compétitions internationales | Compétitions nationales |
| - Ligue des champions (C1) - Vainqueur (2) : 2003, 2018 - Demi-finaliste (1) : 2005 - Coupe des vainqueurs de coupe (C2) - Quart de finaliste (1) : 2002 - Coupe de l'EHF/Ligue européenne (C3) - Finaliste (2) : 2014, 2025 - Coupe du monde des clubs - Troisième (1) : 2018 | - Championnat de France - Vainqueur (14) : 1995, 1998, 1999, 2000, 2002, 2003, 2004, 2005, 2006, 2008, 2009, 2010, 2011, 2012 - Deuxième (7) : 2001, 2007, 2015, 2018, 2019, 2021, 2023 - Coupe de France - Vainqueur (14) : 1999, 2000, 2001, 2002, 2003, 2005, 2006, 2008, 2009, 2010, 2012, 2013, 2016, 2025 - Finaliste (4) : 1998, 2017, 2021, 2023 - Coupe de la Ligue - Vainqueur (10) : 2004, 2005, 2006, 2007, 2008, 2010, 2011, 2012, 2014, 2016 - Finaliste (3) : 2003, 2009, 2019 - Trophée des champions - Vainqueur (3) : 2010, 2011, 2018 - Finaliste (1) : 2019 - Championnat de France de Division 2 (1) : 1992 - Championnat de France de Division 3 (1) : 1989 - Championnat de France de Division 4 (2) : 1988, 2000 rés. |

## Bilan saison par saison

### Parcours détaillé
| Saison    | Compétitions nationales | Compétitions nationales | Compétitions nationales  | Compétitions nationales | Compétitions nationales | Compétitions internationales | Compétitions internationales |
| Saison    | Niv.                    | Championnat             | Coupe de France          | Coupe de la Ligue       | Trophée des champions   | Coupe d'Europe*              | Autre                        |
| --------- | ----------------------- | ----------------------- | ------------------------ | ----------------------- | ----------------------- | ---------------------------- | ---------------------------- |
| 1982-1983 | 8                       | Champion                | N.Q.                     | Pas de compétition      | Pas de compétition      | N.Q.                         | N.Q.                         |
| 1983-1984 | 7                       | Champion                | N.Q.                     | Pas de compétition      | Pas de compétition      | N.Q.                         | N.Q.                         |
| 1984-1985 | 6                       | Champion                | N.Q.                     | Pas de compétition      | Pas de compétition      | N.Q.                         | N.Q.                         |
| 1985-1986 | 5                       | Champion                | N.Q.                     | Pas de compétition      | Pas de compétition      | N.Q.                         | N.Q.                         |
| 1986-1987 | 4                       | 3e place                | N.Q.                     | Pas de compétition      | Pas de compétition      | N.Q.                         | N.Q.                         |
| 1987-1988 | 4                       | Champion                | N.Q.                     | Pas de compétition      | Pas de compétition      | N.Q.                         | N.Q.                         |
| 1988-1989 | 3                       | Champion                | N.Q.                     | Pas de compétition      | Pas de compétition      | N.Q.                         | N.Q.                         |
| 1989-1990 | 2                       | 3e place                | N.Q.                     | Pas de compétition      | Pas de compétition      | N.Q.                         | N.Q.                         |
| 1990-1991 | 2                       | 4e place                | ?                        | Pas de compétition      | Pas de compétition      | N.Q.                         | N.Q.                         |
| 1991-1992 | 2                       | Champion                | Huitième de finaliste    | Pas de compétition      | Pas de compétition      | N.Q.                         | N.Q.                         |
| 1992-1993 | 1                       | 5e place                | Huitième de finaliste    | Pas de compétition      | Pas de compétition      | N.Q.                         | N.Q.                         |
| 1993-1994 | 1                       | 3e place                | Quart de finaliste       | Pas de compétition      | Pas de compétition      | C3 : Huitième de finaliste   | N.Q.                         |
| 1994-1995 | 1                       | Champion                | Quart de finaliste       | Pas de compétition      | Pas de compétition      | C3 : Huitième de finaliste   | N.Q.                         |
| 1995-1996 | 1                       | 4e place                | Quart de finaliste       | Pas de compétition      | Pas de compétition      | C1 : Huitième de finaliste   | N.Q.                         |
| 1996-1997 | 1                       | 3e place                | Quart de finaliste       | Pas de compétition      | Pas de compétition      | C3 : Quart de finaliste      | N.Q.                         |
| 1997-1998 | 1                       | Champion                | Finaliste                | Pas de compétition      | Pas de compétition      | C3 : Seizième de finaliste   | N.Q.                         |
| 1998-1999 | 1                       | Champion                | Vainqueur                | Pas de compétition      | Pas de compétition      | C1 : Phase de poule          | N.Q.                         |
| 1999-2000 | 1                       | Champion                | Vainqueur                | Pas de compétition      | Pas de compétition      | C1 : Phase de poule          | N.Q.                         |
| 2000-2001 | 1                       | 2e place                | Vainqueur                | Pas de compétition      | Pas de compétition      | C1 : Quart de finaliste      | N.Q.                         |
| 2001-2002 | 1                       | Champion                | Vainqueur                | 3e                      | Pas de compétition      | C2 : Quart de finaliste      | N.Q.                         |
| 2002-2003 | 1                       | Champion                | Vainqueur                | Finaliste               | Pas de compétition      | C1 : Champion                | N.Q.                         |
| 2003-2004 | 1                       | Champion                | Annulée                  | Vainqueur               | Pas de compétition      | C1 : Huitième de finaliste   | Supercoupe d'Europe : 4e     |
| 2004-2005 | 1                       | Champion                | Vainqueur                | Vainqueur               | Pas de compétition      | C1 : Demi-finaliste          | N.Q.                         |
| 2005-2006 | 1                       | Champion                | Vainqueur                | Vainqueur               | Pas de compétition      | C1 : Quart de finaliste      | N.Q.                         |
| 2006-2007 | 1                       | 2e place                | Demi-finaliste           | Vainqueur               | Pas de compétition      | C1 : Huitième de finaliste   | N.Q.                         |
| 2007-2008 | 1                       | Champion                | Vainqueur                | Vainqueur               | Pas de compétition      | C1 : Tour principal          | N.Q.                         |
| 2008-2009 | 1                       | Champion                | Vainqueur                | Finaliste               | Pas de compétition      | C1 : Tour principal          | N.Q.                         |
| 2009-2010 | 1                       | Champion                | Vainqueur                | Vainqueur               | Pas de compétition      | C1 : Quart de finaliste      | N.Q.                         |
| 2010-2011 | 1                       | Champion                | Quart de finaliste       | Vainqueur               | Vainqueur               | C1 : Quart de finaliste      | N.Q.                         |
| 2011-2012 | 1                       | Champion                | Vainqueur                | Vainqueur               | Vainqueur               | C1 : Huitième de finaliste   | N.Q.                         |
| 2012-2013 | 1                       | 3e place                | Vainqueur                | Quart de finaliste      | 3e place                | C1 : Phase de poule          | N.Q.                         |
| 2013-2014 | 1                       | 3e place                | Huitième de finaliste    | Vainqueur               | 4e place                | C3 : Finaliste               | N.Q.                         |
| 2014-2015 | 1                       | 2e place                | Demi-finaliste           | Quart de finaliste      | 3e place                | C1 : Huitième de finaliste   | N.Q.                         |
| 2015-2016 | 1                       | 4e place                | Vainqueur                | Vainqueur               | 3e place                | C1 : Huitième de finaliste   | N.Q.                         |
| 2016-2017 | 1                       | 3e place                | Finaliste                | Quart de finaliste      | 3e place                | C1 : Quart de finaliste      | N.Q.                         |
| 2017-2018 | 1                       | 2e place                | Demi-finaliste           | Quart de finaliste      | 3e place                | C1 : Champion                | N.Q.                         |
| 2018-2019 | 1                       | 2e place                | Demi-finaliste           | Finaliste               | Vainqueur               | C1 : Phase de poule          | Coupe du monde : 3e          |
| 2019-2020 | 1                       | 4e place                | annulée (Demi-finaliste) | Quart de finaliste      | Finaliste               | C1 : annulée (1/8 de finale) | N.Q.                         |
| 2020-2021 | 1                       | 2e place                | Finaliste                | Pas de compétition      | Pas de compétition      | C3 : Quart de finaliste      | N.Q.                         |
| 2021-2022 | 1                       | 4e place                | Quart de finaliste       | Demi-finaliste          | Pas de compétition      | C1 : Quart de finaliste      | N.Q.                         |
| 2022-2023 | 1                       | 2e place                | Finaliste                | Pas de compétition      | N.Q.                    | C3 : 4e place                | N.Q.                         |
| 2023-2024 | 1                       | 3e place                | Demi-finaliste           | Pas de compétition      | N.Q.                    | C1 : Quart de finaliste      | N.Q.                         |
| 2024-2025 | 1                       | 3e place                | Vainqueur                | Pas de compétition      | N.Q.                    | C3 : finaliste               | N.Q.                         |
| 2025-2026 | 1                       | à venir                 | à venir                  | Pas de compétition      | à venir                 | C3 : à venir                 | N.Q.                         |

* C1=Ligue des champions ; C2=Coupe des vainqueurs de coupe ; C3= Coupe de l'EHF/Ligue européenne ; N.Q. : Non Qualifié.

### Parcours européen
| Saison    | Compétition                        | Dernier résultat (En gras, le score du club)   | Dernier résultat (En gras, le score du club)   | Dernier résultat (En gras, le score du club)   | Dernier résultat (En gras, le score du club)   | Dernier résultat (En gras, le score du club)   |
| Saison    | Compétition                        | Tour                                           | Adversaire                                     | Aller                                          | Retour                                         | Total                                          |
| --------- | ---------------------------------- | ---------------------------------------------- | ---------------------------------------------- | ---------------------------------------------- | ---------------------------------------------- | ---------------------------------------------- |
| 1993-1994 | Coupe de l'EHF (C3)                | 1/8                                            | Elektromos Budapest                            | 19 – 17                                        | 18 – 17                                        | 37 – 34                                        |
| 1994-1995 | Coupe de l'EHF (C3)                | 1/8                                            | SC Pick-Szeged                                 | 27 – 24                                        | 20 – 22                                        | 47 – 46                                        |
| 1995-1996 | Ligue des champions (C1)           | 1/8                                            | Pfadi Winterthur                               | 27 – 23                                        | 26 – 23                                        | 53 – 46                                        |
| 1996-1997 | Coupe de l'EHF (C3)                | 1/4                                            | BM Granollers                                  | 21 – 20                                        | 24 – 26                                        | 45 – 46                                        |
| 1997-1998 | Coupe de l'EHF (C3)                | 1/16                                           | SG Flensburg-Handewitt                         | 28 – 25                                        | 21 – 21                                        |                                                |
| 1998-1999 | Ligue des champions (C1)           | Phase de groupe : 3e du Groupe A               | Phase de groupe : 3e du Groupe A               | Phase de groupe : 3e du Groupe A               | Phase de groupe : 3e du Groupe A               | Phase de groupe : 3e du Groupe A               |
| 1999-2000 | Ligue des champions (C1)           | Phase de groupe : 3e du Groupe A               | Phase de groupe : 3e du Groupe A               | Phase de groupe : 3e du Groupe A               | Phase de groupe : 3e du Groupe A               | Phase de groupe : 3e du Groupe A               |
| 2000-2001 | Ligue des champions (C1)           | 1/4                                            | RK Celje                                       | 24 – 23                                        | 23 – 29                                        | 47 – 52                                        |
| 2001-2002 | Coupe des vainqueurs de coupe (C2) | 1/4                                            | BM Ciudad Real                                 | 27 – 25                                        | 21 – 26                                        | 48 – 51                                        |
| 2002-2003 | Ligue des champions (C1)           | Champion                                       | PSA Pampelune                                  | 19 – 27                                        | 31 – 19                                        | 50 – 46                                        |
| 2003-2004 | Ligue des champions (C1)           | 1/8                                            | SC Pick-Szeged                                 | 29 – 22                                        | 26 – 27                                        | 55 – 49                                        |
| 2004-2005 | Ligue des champions (C1)           | 1/2                                            | BM Ciudad Real                                 | 30 – 24                                        | 31 – 33                                        | 61 – 57                                        |
| 2005-2006 | Ligue des champions (C1)           | 1/4                                            | MKB Veszprém KC                                | 23 – 21                                        | 22 – 27                                        | 45 – 48                                        |
| 2006-2007 | Ligue des champions (C1)           | 1/8                                            | FC Barcelone                                   | 28 – 25                                        | 23 – 29                                        | 51 – 54                                        |
| 2007-2008 | Ligue des champions (C1)           | Tour principal : 3e du Groupe 2                | Tour principal : 3e du Groupe 2                | Tour principal : 3e du Groupe 2                | Tour principal : 3e du Groupe 2                | Tour principal : 3e du Groupe 2                |
| 2008-2009 | Ligue des champions (C1)           | Tour principal : 4e du Groupe C                | Tour principal : 4e du Groupe C                | Tour principal : 4e du Groupe C                | Tour principal : 4e du Groupe C                | Tour principal : 4e du Groupe C                |
| 2009-2010 | Ligue des champions (C1)           | 1/4                                            | Medvedi Tchekhov                               | 32 – 27                                        | 27 – 32 4 – 5tab                               | 63 – 64 tab                                    |
| 2010-2011 | Ligue des champions (C1)           | 1/4                                            | Rhein-Neckar Löwen                             | 27 – 29                                        | 35 – 26                                        | 62 – 55                                        |
| 2011-2012 | Ligue des champions (C1)           | 1/8                                            | FC Barcelone                                   | 30 – 28                                        | 20 – 36                                        | 50 – 64                                        |
| 2012-2013 | Ligue des champions (C1)           | Phase de groupe : 5e du Groupe A               | Phase de groupe : 5e du Groupe A               | Phase de groupe : 5e du Groupe A               | Phase de groupe : 5e du Groupe A               | Phase de groupe : 5e du Groupe A               |
| 2013-2014 | Coupe de l'EHF (C3)                | Finaliste                                      | SC Pick Szeged                                 | 28 – 29                                        | 28 – 29                                        | 28 – 29                                        |
| 2014-2015 | Ligue des champions (C1)           | 1/8                                            | KS Kielce                                      | 25 – 29                                        | 33 – 31                                        | 58 – 60                                        |
| 2015-2016 | Ligue des champions (C1)           | 1/8                                            | SG Flensburg-Handewitt                         | 27 – 28                                        | 30 – 31                                        | 57 – 59                                        |
| 2016-2017 | Ligue des champions (C1)           | 1/4                                            | Veszprém KSE                                   | 26 – 23                                        | 30 – 25                                        | 56 – 48                                        |
| 2017-2018 | Ligue des champions (C1)           | Champion                                       | HBC Nantes                                     | 32 – 27                                        | 32 – 27                                        | 32 – 27                                        |
| 2018-2019 | Ligue des champions (C1)           | Phase de groupe (poule haute) : 7e du Groupe A | Phase de groupe (poule haute) : 7e du Groupe A | Phase de groupe (poule haute) : 7e du Groupe A | Phase de groupe (poule haute) : 7e du Groupe A | Phase de groupe (poule haute) : 7e du Groupe A |
| 2019-2020 | Ligue des champions (C1)           | 1/8                                            | SG Flensburg-Handewitt                         | Annulé                                         | Annulé                                         | Annulé                                         |
| 2020-2021 | Ligue européenne (C3)              | 1/4                                            | Füchse Berlin                                  | 32 – 29                                        | 23 – 31                                        | 55 – 60                                        |
| 2021-2022 | Ligue des champions (C1)           | 1/4                                            | KS Kielce                                      | 28 – 31                                        | 22 – 30                                        | 50 – 61                                        |
| 2022-2023 | Ligue européenne (C3)              | 1/2                                            | Frisch Auf Göppingen                           | 29 – 33                                        | 29 – 33                                        | 29 – 33                                        |
| 2023-2024 | Ligue des champions (C1)           | 1/4                                            | THW Kiel                                       | 39 – 30                                        | 21 – 31                                        | 60 – 61                                        |
| 2024-2025 | Ligue européenne (C3)              | Finaliste                                      | SG Flensburg-Handewitt                         | 25-32                                          | 25-32                                          | 25-32                                          |

### Meilleur buteur en championnat
| Saison       | Nat. | Joueur                 | Buts | Matchs | Moy. |
| ------------ | ---- | ---------------------- | ---- | ------ | ---- |
| 1991-92 (D2) |      | Željko Anić            | 88   | ?      | ?    |
| 1992-1993    |      | Frédéric Anquetil      | 74   | ?      | ?    |
| 1993-1994    |      | Marc Wiltberger        | 131  | ?      | ?    |
| 1994-1995    |      | François-Xavier Houlet | 118  | ?      | ?    |
| 1995-1996    |      | ?                      | ?    | ?      | ?    |
| 1996-1997    |      | ?                      | ?    | ?      | ?    |
| 1997-1998    |      | ?                      | ?    | ?      | ?    |
| 1998-1999    |      | Patrick Cazal          | 121  | 26     | 4,7  |
| 1999-2000    |      | Cédric Burdet          | 100  | 26     | 3,8  |
| 2000-2001    |      | Jérôme Fernandez       | 114  | 26     | 4,4  |
| 2001-2002    |      | Sobhi Sioud            | 106  | 18     | 4,4  |
| 2002-2003    |      | Rastko Stefanovič      | 104  | 25     | 4,0  |
| 2003-2004    |      | Grégory Anquetil       | 117  | ?      | ?    |
| 2004-2005    |      | Mladen Bojinović       | 140  | 26     | 5,4  |
| 2005-2006    |      | Wissem Hmam            | 128  | 24     | 5,3  |
| 2006-2007    |      | Mladen Bojinović (2)   | 141  | 26     | 5,4  |
| 2007-2008    |      | Mladen Bojinović (3)   | 186  | 25     | 7,4  |
| 2008-2009    |      | Michaël Guigou         | 110  | 21     | 5,2  |
| 2009-2010    |      | William Accambray      | 115  | 25     | 4,6  |
| 2010-2011    |      | William Accambray (2)  | 139  | 24     | 5,8  |
| 2011-2012    |      | Dragan Gajić           | 143  | 23     | 6,2  |
| 2012-2013    |      | William Accambray (3)  | 125  | 22     | 5,7  |
| 2013-2014    |      | Dragan Gajić (2)       | 194  | 26     | 7,5  |
| 2014-2015    |      | Dragan Gajić (3)       | 164  | 26     | 6,3  |
| 2015-2016    |      | Dragan Gajić (4)       | 130  | 20     | 6,5  |
| 2016-2017    |      | Jure Dolenec           | 132  | 26     | 5,1  |
| 2017-2018    |      | Melvyn Richardson      | 94   | 23     | 4,1  |
| 2018-2019    |      | Melvyn Richardson (2)  | 162  | 26     | 6,2  |
| 2019-2020    |      | Hugo Descat            | 104  | 17     | 6,1  |
| 2020-2021    |      | Hugo Descat (2)        | 137  | 29     | 4,7  |
| 2021-2022    |      | Hugo Descat (3)        | 128  | 27     | 4,7  |
| 2022-2023    |      | Yanis Lenne            | 125  | 30     | 4,2  |
| 2023-2024    |      | Lucas Pellas           | 130  | 28     | 4,6  |
| 2024-2025    |      | ?                      | ?    | ?      | ?    |

 Meilleur buteur du championnat

## Effectifs

### Transferts
Les transferts pour la saison 2025-2026 sont :
| Arrivées - David Balaguer, ailier droit, en provenance du Paris Saint-Germain - Agustín Casado, demi-centre, en provenance du Veszprém KSE - Rogério Moraes Ferreira, pivot, en provenance du MT Melsungen - Léo Plantin, ailier gauche, en provenance du Paris Saint-Germain - Benjamin Richert, ailier droit, en provenance du Chambéry SMB HB - Zvonimir Srna (de), arrière gauche, en provenance du RK Zagreb - Jack Thurin, arrière droit, en provenance du Aalborg Håndbold | Départs - Sindre Aho, demi-centre, à destination du TSV Hannover-Burgdorf - Djordje Cikusa (es), arrière droit, retour de prêt au FC Barcelone - Ahmed Hesham, arrière gauche, à destination du Veszprém KSE - Sebastian Karlsson, ailier droit, à destination du Paris Saint-Germain - Karl Konan, défenseur, à destination du Paris Saint-Germain - Yanis Lenne, ailier droit, à destination du Veszprém KSE - Veron Načinović (de), pivot, à destination du THW Kiel - Staš Skube, demi-centre, destination inconnue |

### Effectifs et parcours lors des titres en Ligue des Champions

#### Ligue des champions 2003
Lors de la Ligue des champions 2002-2003, si le club termine premier de sa poule avec cinq victoires et une défaite lors de la dernière journée, les matchs ont tous été serrés :
- 10 novembre 2002,  Medvedi Tchekhov 30 – 31 Montpellier HB
- 17 novembre 2002, Montpellier HB 32 – 30  HC Baník Karviná
- 24 novembre 2002, Montpellier HB 28 – 24  Prule 67 Ljubljana
- 1er décembre 2002,  HC Baník Karviná 23 – 26 Montpellier HB
- 8 décembre 2002, Montpellier HB 25 – 24  Medvedi Tchekhov
- 15 décembre 2002,  RD Prule 67 29 – 24 Montpellier HB

Lors de la phase finale, Montpellier dispute son match aller à l'extérieur, conclu par un match nul ou une défaite, avec de se rattraper lors du match retour à domicile :
| Tour   | Club          | Aller   | Total   | Retour  | Club                 |
| ------ | ------------- | ------- | ------- | ------- | -------------------- |
| 1/4    | RK Zagreb     | 28 – 28 | 53 – 62 | 25 – 34 | Montpellier Handball |
| 1/2    | RD Prule 67   | 29 – 27 | 60 – 63 | 23 – 29 | Montpellier Handball |
| Finale | PSA Pampelune | 27 – 19 | 46 – 50 | 19 – 31 | Montpellier Handball |

L'effectif du Montpellier Handball, vainqueur de la Ligue des champions 2002-2003, était :
- Gardiens de but
  - Bruno Martini
  - Thierry Omeyer
  - Aurelien Imhoff
- Ailiers
  - Grégory Anquetil
  - Michaël Guigou
  - Jean-Louis Facila
  - Damien Scaccianoce
- Pivots
  - Didier Dinart
  - Laurent Puigségur
  - Sylvain Rognon
- Demi-centres
  - Andrej Golić
  - Rastko Stefanovič
  - Geoffroy Krantz
- Arrières
  - Mladen Bojinović
  - Cédric Burdet
  - Rabah Gherbi
  - Franck Junillon
  - Damien Kabengele
  - Nikola Karabatic
  - Sobhi Sioud
- Entraîneur
  - Patrice Canayer

#### Ligue des champions 2018
Seulement troisième du Championnat de France, Montpellier doit solliciter une invitation pour participer à cette Ligue des champions 2017-2018. Le club n'est finalement retenu qu'en poule basse. Vainqueur de ses huit premiers matchs, le club est assuré de terminer premier de sa poule, les défaites lors des deux derniers étant sans conséquence :
|   | Équipe           | Pts | J  | G | N | P | Bp  | Bc  | Diff |
| - | ---------------- | --- | -- | - | - | - | --- | --- | ---- |
| 1 | Montpellier HB   | 16  | 10 | 8 | 0 | 2 | 309 | 267 | 42   |
| 2 | Motor Zaporijjia | 15  | 10 | 6 | 3 | 1 | 294 | 263 | 31   |
| 3 | Beşiktaş JK      | 11  | 10 | 5 | 1 | 4 | 293 | 296 | -3   |
| 4 | Sporting CP      | 8   | 10 | 4 | 0 | 7 | 293 | 297 | -4   |
| 5 | Metalurg Skopje  | 5   | 10 | 2 | 1 | 7 | 262 | 293 | -31  |
| 6 | Medvedi Tchekhov | 5   | 10 | 2 | 1 | 7 | 271 | 306 | -35  |

| Club             | Score           | Club             |
| ---------------- | --------------- | ---------------- |
| Montpellier HB   | 32 – 22 (19-11) | Metalurg Skopje  |
| Medvedi Tchekhov | 24 – 28 (13-14) | Montpellier HB   |
| Montpellier HB   | 28 – 20 (18-13) | Motor Zaporijjia |
| Beşiktaş JK      | 32 – 36 (16-20) | Montpellier HB   |
| Sporting CP      | 29 – 33 (11-19) | Montpellier HB   |
| Montpellier HB   | 33 – 32 (16-17) | Sporting CP      |
| Metalurg Skopje  | 21 – 27 (14-16) | Montpellier HB   |
| Montpellier HB   | 34 – 23 (15-11) | Medvedi Tchekhov |
| Montpellier HB   | 28 – 33 (14-19) | Beşiktaş JK      |
| Motor Zaporijjia | 31 – 30 (14-12) | Montpellier HB   |

Pour atteindre la phase finale, Montpellier doit passer par un barrage face au CB Ademar León. Vainqueur lors du match aller en Espagne, le club s'impose aussi au retour et se qualifie ainsi en huitièmes de finale où il retrouve le FC Barcelone en huitièmes de finale. La victoire à domicile lors du match aller est déjà un bel exploit et quand l'équipe est menée de six buts à un quart d'heure de la fin après sept minutes sans marquer, l'élimination semble inévitable face à l'ogre barcelonais. Mais les joueurs de Patrice Canayer refond leur retard et ne s'incline finalement que de deux buts (28-30). En quart de finale se présente le SG Flensburg-Handewitt, futur Champion d'Allemagne. Menant une bonne partie du match, Montpellier revient d'Allemagne avec un beau match nul (28-28) et réalise surtout une match retour parfait, conclu par une nette victoire 27-19 synonyme de qualification pour la Finale à quatre à Cologne. C'est le Vardar Skopje, tenant du titre et vainqueur la saison suivante, qui fait face aux coéquipiers de Diego Simonet. Rejoint à une 1 min 40 s de la fin après avoir fait la course en tête, Montpellier s'impose grâce à un dernier but de l’Argentin (28-27) et se qualifie pour la finale face à un autre club français, le Handball Club de Nantes. Montpellier fait la course en tête (16-13 à la mi-temps), mais a dû s'y reprendre à plusieurs fois pour creuser définitivement l'écart, les Nantais revenant deux fois à égalité en seconde période. Ils se sont envolés sur la fin, terminant par un 8-2 pour s'imposer 32 à 27 : Montpellier et Patrice Canayer est champion d'Europe quinze ans après,. Les deux jeunes Français Melvyn Richardson (4 buts) et Ludovic Fabregas (6) ont une fois de plus été éblouissants tandis que le demi-centre argentin Diego Simonet (6) et le gardien Vincent Gérard ont également joué un rôle décisif.
| Tour     | Club                   | Aller   | Total   | Retour  | Club           |
| -------- | ---------------------- | ------- | ------- | ------- | -------------- |
| Barrages | CB Ademar León         | 24 – 28 | 43 – 48 | 19 – 20 | Montpellier HB |
| 1/8      | Montpellier HB         | 28 – 25 | 56 – 55 | 28 – 30 | FC Barcelone   |
| 1/4      | SG Flensburg-Handewitt | 28 – 28 | 45 – 57 | 17 – 29 | Montpellier HB |
| 1/2      | Vardar Skopje          | 27 – 28 | 27 – 28 | 27 – 28 | Montpellier HB |
| Finale   | HBC Nantes             | 27 – 32 | 27 – 32 | 27 – 32 | Montpellier HB |

L'effectif du club pour cette saison était, :
- Vincent Gérard (GB)
- Nikola Portner (GB)
- Théophile Caussé
- Aymen Toumi
- Michaël Guigou
- Arnaud Bingo
- Jonas Truchanovičius
- Melvyn Richardson
- Vid Kavtičnik
- Baptiste Bonnefond
- Valentin Porte
- Mohamed Soussi
- Diego Simonet
- Kyllian Villeminot
- Jean-Loup Faustin
- Ludovic Fabregas
- Benjamin Afgour
- Mohamed Mamdouh

Entraîneur
- Patrice Canayer

## Personnalités liées au club

### Présidents
- Jean-Paul Lacombe : 1982-1997
- Robert Molines : 1997-2011
- Rémi Lévy : 2011-2014
- Serge Granger : 2014-2019
- Julien Deljarry : depuis 2019

### Entraîneurs
- Jean-Yves Descamps : 1982-1985
- Lucien Courdesse : 1985-1989
- Jean-Louis Pagès : 1989-1991
- Guy Petitgirard : 1991-1994
- Patrice Canayer : 1994-2024
  -  Fabrice Grasset : adjoint 2002-2015
  -  Érick Mathé : adjoint 2015-2018
  -  David Degouy : adjoint 2018-2024
- Érick Mathé : depuis 2024

### Joueurs
Recruté alors que le club évolue alors au 4e niveau national, le gardien de but international Philippe Médard est la première recrue phare du club en 1987. Il porte le maillot du club pendant deux saisons comme l'espoir et futur « Barjot » Stéphane Stoecklin, au club entre 1988 et 1990.
Parmi les grands joueurs ayant évolué au club, on retrouve dans le "Hall of Fame" du MHB :
- Joël Abati
- William Accambray
- Frédéric Anquetil
- Grégory Anquetil
- Mladen Bojinović
- Felipe Borges
- Cédric Burdet
- Laurent Busselier
- Patrick Cazal
- Didier Dinart
- Adrien Dipanda
- Frédéric Dole
- Jure Dolenec
- Ludovic Fabregas
- Jérôme Fernandez
- Dragan Gajić
- Vincent Gérard
- Rabah Gherbi
- / Andrej Golić
- Mathieu Grébille
- Michaël Guigou
- Wissem Hmam
- Samuel Honrubia
- François-Xavier Houlet
- Franck Junillon
- David Juříček
- Damien Kabengele
- Luka Karabatic
- Nikola Karabatic
- Daouda Karaboué
- Vid Kavtičnik
- Geoffroy Krantz
- Venio Losert
- Pascal Mahé
- Bruno Martini
- Heykel Megannem
- Petar Metličić
- Thierry Omeyer
- Laurent Puigségur
- Arnaud Siffert
- Sobhi Sioud
- Rastko Stefanovič
- Geir Sveinsson
- Igor Tchoumak
- Issam Tej
- Marc Wiltberger

## Supporters
Le MHB est supporté par une association dénommée "Blue Fox". Créée une première fois en 1992 par un groupe d'étudiants, elle est reprise en 1997 par le président actuel, Gérard Didier. 

## Historique du logo

Logo avant 2007
Logo de 2007 à 2012
Logo de 2012 à 2015
Logo de 2015 à 2018
Logo actuel

Pour le logo actuel, les 2 étoiles, positionnées à l’extérieur, symbolisent les deux victoires en Ligue des champions. L'étoile orange est une référence au Cosmos, club sur lequel le MHB a construit ses fondations depuis 1982. L’étoile est d'ailleurs couramment associée à la performance et l’exigence du haut niveau quand elle utilisée dans un logo ou un blason comme c’est le cas ici,.